# Ближняя Роща
Ближняя Роща — деревня в Омском районе Омской области России. Входит в состав Лузинского сельского поселения. Население 65 чел. (2010) .

## История
В соответствии с Законом Омской области от 30 июля 2004 года № 548-ОЗ «О границах и статусе муниципальных образований Омской области» деревня вошла в состав образованного муниципального образования «Лузинское сельское поселение».

## География
Ближняя Роща находится на юге центральной части региона, в лесостепной полосе Барабинской низменности, относящейся к Западно-Сибирской равнине. Входит в Омскую агломерацию, находится примерно в 10 км по прямой от административной границы с Кировским округом Омска.
Абсолютная высота — 111 м над уровнем моря.

## Население
| 2006 | 2010 |
| ---- | ---- |
| 104  | ↘65  |

Гендерный состав
По данным Всероссийской переписи населения 2010 года в гендерной структуре населения из 65 человек мужчин — 31, женщин — 34	(47,7 и 52,3 % соответственно)
Национальный состав
Согласно результатам переписи 2002 года, в национальной структуре населения русские составляли 86 % от общей численности населения в 63 чел..

## Инфраструктура
Личное подсобное хозяйство. Дачное хозяйство.

## Транспорт
Просёлочные дороги. Приблизительно в 0,5 км к югу от деревни проходит федеральная автодорога Р-254 «Иртыш».